# Phillips Ridge, Antarktis
Phillips Ridge är en bergstopp i Antarktis. Den ligger i Östantarktis. Australien gör anspråk på området. Toppen på Phillips Ridge är 883 meter över havet.
Terrängen runt Phillips Ridge är varierad. Trakten är obefolkad. Det finns inga samhällen i närheten. 